# Елера (Ређо ди Калабрија)
Елера (итал. Ellera) је насеље у Италији у округу Ређо ди Калабрија, региону Калабрија.
Према процени из 2011. у насељу је живело 94 становника. Насеље се налази на надморској висини од 34 м.